# Провал (притока Дністра)
Про́вал  (Рудка, Берем'янський) — річка в Україні, в межах Бучацької міської громади Чортківського району Тернопільської області. Ліва притока Дністра. 

## Опис
Довжина приблизно 4,5 км. Площа водозбірного басейну приблизно 20 км². Похил річки 1,5 м/км. Долина V-подібна, завширшки 150-200 м. Річище звивисте, завширшки до 3 м.

## Розташування

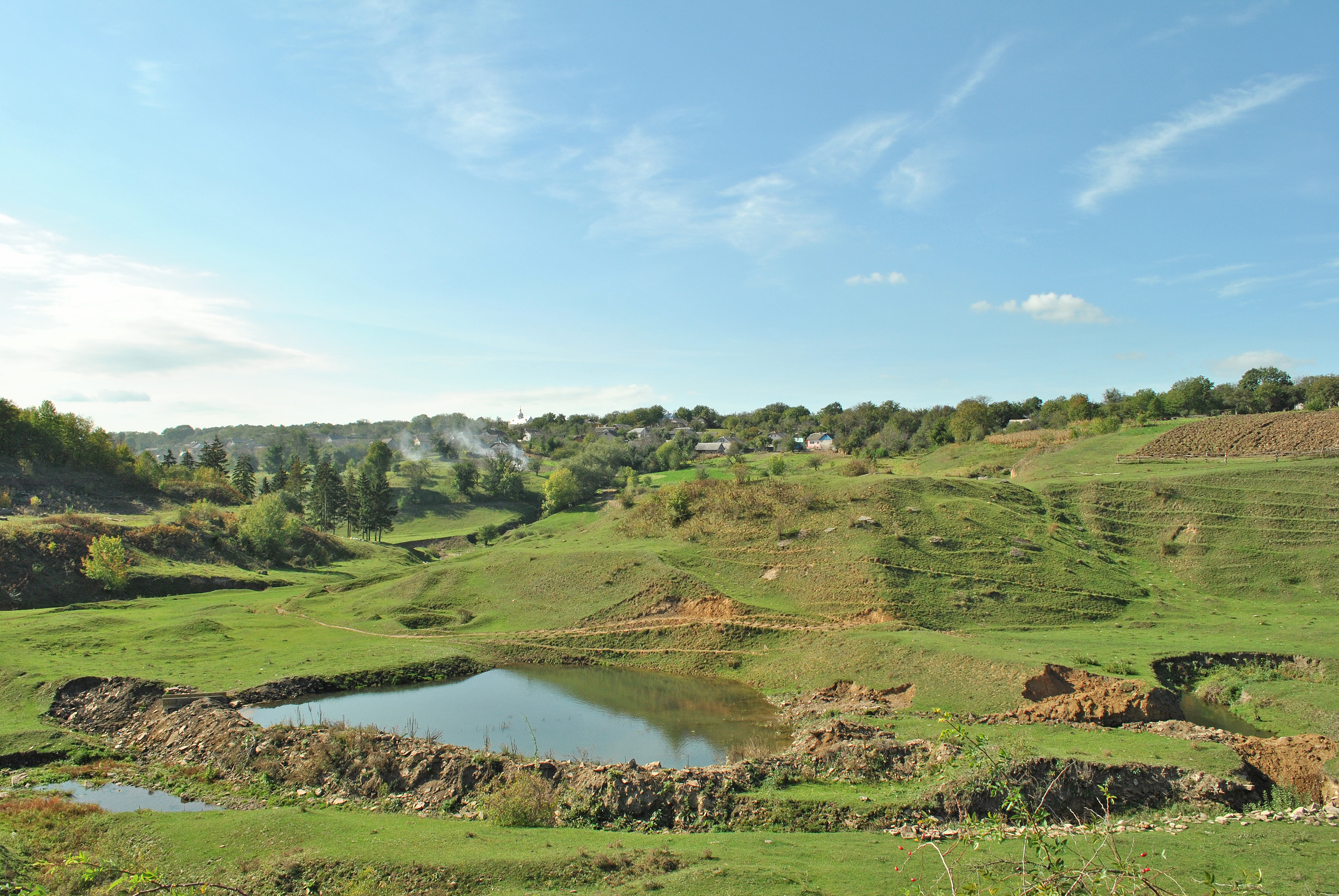
Вигляд на урочище та річку Провал

Річка бере початок у полях на схід від села Дуліби і північний схід від села Жнибороди. Тече урочищем Провал на південь, де біля Червоної гори Берем'янської наскельно-степової ділянки впадає у Дністер. 

## Притоки
Невеликі потічки (близько шести правих приток і чотири лівих). 

## Населені пункти
Над річкою розташовані села Жнибороди і Берем'яни.

## Іхтіофауна
Риби майже немає. Трапляються дрібні вугри.